# Enfrentamientos en Tepalcatepec
Los Enfrentamientos en Tepalcatepec fueron una serie de ataques y tiroteos que han tenido lugar desde el 30 de agosto de 2019 entre el Cártel Jalisco Nueva Generación (CJNG) y grupos de Autodefensas en Tepalcatepec (llamados también, Cártel El Abuelo), esto en el municipio de Tepalcatepec, Michoacán, México. Los enfrentamientos comenzaron el 30 de agosto cuando el CJNG lanzó un ataque contra El Abuelo, luego de declarar la guerra al Cártel del Abuelo, y manifestar sus intenciones de expandirse hacía todo el estado.
A pesar del éxito inicial de la ofensiva, los pobladores acusan a las fuerzas gubernamentales de llegar una vez acabado los enfrentamientos y la omisión de sus llamados, los cuáles incluyen ayuda para combatir a los ataques con drones del CJNG. A pesar del fracaso inicial, el Cártel de Jalisco Nueva Generación (CJNG) recrudecería sus intentos de tomar el municipio en los años siguientes.

## Primer enfrentamiento
Según los pobladores del cártel del CJNG estaban armados con ametralladoras ligeras Barrett M82, y se vio hasta 50 camionetas durante el asalto. Durante los enfrentamientos (que se prolongó cerca de 12 horas) 9 sicarios muertos y once heridos, once vehículos abandonados. Algunos sicarios heridos se trasladaron al municipio de Jilotlán de los Dolores para ser atendidos de sus heridas, siendo encontradas 4 personas muertas en la carretera que va del municipio al vecino estado de Michoacán.
Los pobladores acusaron a las autoridades federales de su lenta respuesta al momento de pedir ayuda contra los embates del CJNG, teniendo que recurrir a armas que habían guardado durante el auge de las Grupos de Autodefensa Comunitaria.
También se hicieron virales las imágenes tomadas por un dron donde se muestran los cuerpos y vehículos abandonados de los miembros del CJNG. Después de los enfrentamientos, autoridades municipales y estatales blindaron la frontera con el estado de Jalisco, para evitar futuros ataques.
A pesar de las precauciones tomadas, la población del municipio aún sentían temor por otra posible incursión del cártel. Incluso el alcalde del municipio se se refirió al abandono del gobierno federal ante la creciente inseguridad.

### Enfrentamientos en 2020 y 2021
El 11 de enero de 2020, es abatida María Guadalupe López Esquivel, la Catrina, además del arresto de siete sicarios en posesión de 10 armas de fuego y 461 cartuchos útiles, informó la Secretaría de Seguridad Pública de la entidad. "La Catrina" es señalada de ser la presunta responsable de la emboscada a policías en Aguililla. Los sicarios detenidos fueron condenados a penas de más de 30 años de prisión.
Después de meses de tensión, una serie de enfrentamientos se suscito durante las primeras horas del 26 de julio, cuando criminales irrumpieron en varias localidades de Tepalcatepec, dejando un saldo indeterminado de heridos y muertos, y así como varios vehículos en distintos del municipio.
Además se registraron ataques en la comunidad del Ahuijullo, Tecalitlán.
No fue hasta el 15 de septiembre del 2021, que sicarios atacaron a miembros de la Guardia Nacional hiriendo levemente a dos elementos de la corporación. Un par de días después son atacados miembros de las autodefensas de Tepalcatepec en la zona boscosa del municipio,, esto en una barricada cuando un dron abastecido de explosivos detonó en su posición, disparando a los que habían sido aturdidos inicialmente. Después de atacarlos a tiros, al menos 5 cuerpos fueron decapitados, además de que otro tres fueron heridos. Estos ataques elevaron las alertas de autoridades locales y federales sobre el recrudecimiento de la violencia en la región.
El 1 de octubre del mismo año es reportada una emboscada a una patrulla del ejército mexicano, la cual dejó a dos elementos de la Secretaría de la Defensa Nacional muerto (el cual pertenecía al Noveno Batallón de Infantería con sede en Sayula, Jalisco) y a otros cuatro heridos, ocurrida en la comunidad de Tandinguán, lozalizada entre los municipios de Jilotlán de los Dolores, Jalisco, y Tepalcatepec, Michoacán. Horas después, miembros del CJNG se deslindaron del atentado, culpando a Cárteles Unidos del atentado.
En octubre del mismo año, el general Luis Cresencio Sandoval informó que las fuerzas federales han logrado replegar el avance del CJNG en el estado. Días después, el CJNG atacó la cabecera municipal, registrándose violentos enfrentamientos, en la zona, resaltando el ataque con drones explosivos contra una bodega (la cual supuestamente almacenaba armas y municiones de Cárteles Unidos), dejando como saldo importantes daños materiales. El 21 de octubre, el CJNG siguió su ofensiva no solo sobre Tepalcatepec, si no iniciando hostilidades en los municipios de Parácuaro y Uruapan, dejando como saldo un civil armado muerto, varias camionetas abandonadas y un miembro de la fuerza elite del CJNG detenido.
El 9 de noviembre, se registra un enfrentamiento entre sicarios del CJNG y militares en la localidad de Plaza Vieja, Tepalcatepec, dejando como saldo seis militares y algunos atacantes heridos, pero sus cómplices les auxiliaron para darse a la fuga.

### Ofensivas en 2022
Iniciando el año, el CJNG reinicio su ofensiva sobre la localidad, atacando a varios puntos de la localidad de El Bejuco, usando armas de fuego y drones cargados con C-4, volviéndose virales los videos de los ataques del cártel contra sus rivales. Algunos analistas observan el uso de drones con explosivos como una peligrosa evolución al arsenal del crimen organizado.
El 29 de enero de 2022, personal del Ejército se enfrentó a civiles armados y desarmados en una carretera conecta Coalcomán con Tepalcatepec, lo que dejó dos soldados heridos y un par de presuntos agresores arrestados. En este ataque dejó como saldo dos soldados heridos y dos agresores detenidos, los cuales usaron explosivos contra los oficiales.
El 2 de marzo de 2022, elementos del ejército decomisaron tres vehículos con blindaje artesanal y desmantelaron un campamento usado por un grupo delictivo, del que no se especificó cual había sido.
El 19 de abril es detenido Juan Miguel “N”, alias El Johnny, identificado como uno de los operadores principales en el trasiego de drogas procedentes de Sudamérica; contaba con una orden de detención provisional con fines de extradición hacia Estados Unidos.
El 9 de agosto del 2023 se registra una serie de ataques en el municipio y los límites con Jalisco, reportándose que el Cártel Jalisco Nueva Generación (CJNG) volvió a irrumpir en el municipio, pues supuestamente los agresores portaban chalecos con las siglas de dicha organización criminal. En el ataque, no se reportaron personas heridas o fallecidas de manera oficial. El 12 de septiembre del mismo año, tres jornaleros son asesinados en la localidad de Las Juntas, municipio de Tepalcatepec, resultado de las pugnas entre grupos delincuenciales.